# Бидструп, Лене
Ле́не Би́дструп (дат. Lene Bidstrup; 19 августа 1966, Копенгаген, Дания) — датская кёрлингистка.

## Достижения
- Чемпионат мира по кёрлингу среди женщин: бронза (1999, 2001).
- Чемпионат Европы по кёрлингу: серебро (1997, 2001).
- Чемпионат Дании по кёрлингу среди женщин: золото (1989, 1992, 1999, 2000, 2001, 2002, 2003)[1].
- Чемпионат мира по кёрлингу среди юниоров: бронза (1988).
- Чемпионат Дании по кёрлингу среди юниоров: золото (1988)[2].
- Чемпионат Дании по кёрлингу среди смешанных команд (англ. mixed curling): золото (1987, 1988)[3].
- Чемпионат мира по кёрлингу среди ветеранов: серебро (2019).

## Команды
| Сезон                                          | Четвёртый           | Третий            | Второй             | Первый                 | Запасной                                   | Тренер                                    | Турниры                                                     |
| ---------------------------------------------- | ------------------- | ----------------- | ------------------ | ---------------------- | ------------------------------------------ | ----------------------------------------- | ----------------------------------------------------------- |
| 1985—86                                        | Сусанна Слотсагер   | Лене Бидструп     | Авияя Петри        | Linda Laursen          |                                            |                                           | ЧЕЮ 1986 (5 место)                                          |
| 1987—88                                        | Марианне Квист      | Лене Бидструп     | Астрид Бирнбаум    | Лиллиан Фрёлинг        |                                            |                                           | ЧЕ 1987 (9 место)                                           |
| 1987—88                                        | Лене Бидструп       | Linda Laursen     | Авияя Нильсен      | Kinnie Leth Steensen   |                                            |                                           | ЧДЮ 1988 · ЧМЮ 1988                                         |
| 1988—89                                        | Марианне Квист      | Лене Бидструп     | Астрид Бирнбаум    | Linda Laursen          |                                            |                                           | ЧЕ 1988 (4 место)                                           |
| 1988—89                                        | Марианне Квист      | Лене Бидструп     | Астрид Бирнбаум    | Лиллиан Фрёлинг        |                                            |                                           | ЧДЖ 1989 · ЧМ 1989 (8 место)                                |
| 1990—91                                        | Хелена Блак         | Малене Краусе     | Лоне Кристофферсен | Гитте Ларсен           | Лене Бидструп                              |                                           | ЧМ 1991 (6 место)                                           |
| 1991—92                                        | Хелена Блак         | Лене Бидструп     | Малене Краусе      | Сусанна Слотсагер      | Дорте Хольм (ЧЕ)                           |                                           | ЧЕ 1991 (4 место) · ЧДЖ 1992                                |
| 1991—92                                        | Хелена Блак         | Малене Краусе     | Лене Бидструп      | Сусанна Слотсагер      | Дорте Хольм (ЗОИ)                          |                                           | ЗОИ 1992 (4 место) ЧМ 1992 (7 место)                        |
| 1992—93                                        | Хелена Блак         | Лене Бидструп     | Малене Краусе      | Сусанна Слотсагер      |                                            |                                           | ЧЕ 1992 (7 место)                                           |
| 1997—98                                        | Хелена Блак Лаурсен | Дорте Хольм       | Маргит Пёртнер     | Лиза Ричардсон         | Лене Бидструп                              | Микаэль Квист                             | ЧЕ 1997                                                     |
| 1998—99                                        | Лене Бидструп       | Малене Краусе     | Сусанна Слотсагер  | Авияя Петри            | Лиллиан Фрёлинг                            | Яне Бидструп                              | ЧДЖ 1999 · ЧМ 1999                                          |
| 1999—00                                        | Лене Бидструп       | Малене Краусе     | Сусанна Слотсагер  | Авияя Петри            | Лиза Ричардсон                             | Олле Брудстен                             | ЧЕ 1999 (6 место) · ЧДЖ 2000 · ЧМ 2000 (6 место)            |
| 2000—01                                        | Лене Бидструп       | Малене Краусе     | Сусанна Слотсагер  | Авияя Лунд Нильсен     | Лиза Ричардсон                             | Олле Брудстен (ЧЕ), Франтс Гуфлер (ЧМ)    | ЧЕ 2000 (6 место) · ЧДЖ 2001 · ЧМ 2001                      |
| 2001—02                                        | Лене Бидструп       | Сусанна Слотсагер | Малене Краусе      | Авияя Лунд Нильсен     | Лиза Ричардсон (ЧЕ, ЗОИ) Яне Бидструп (ЧМ) | Ханс Гуфлер (ЧЕ), Олле Брудстен (ЗОИ, ЧМ) | ЧЕ 2001 · ЧДЖ 2002 · ЗОИ 2002 (9 место) · ЧМ 2002 (6 место) |
| 2002—03                                        | Дорте Хольм         | Лене Бидструп     | Малене Краусе      | Лиза Ричардсон         |                                            |                                           | ЧДЖ 2003                                                    |
| 2018—19                                        | Лене Бидструп       | Сусанна Слотсагер | Трине Квист        | Лиллиан Фрёлинг Хансен |                                            | Габриэлла Квист                           | ЧМВ 2019                                                    |
| Кёрлинг среди смешанных команд (mixed curling) |                     |                   |                    |                        |                                            |                                           |                                                             |
| 1987                                           | Ульрик Шмидт        | Лене Бидструп     | Хенрик Якобсен     | Лиллиан Фрёлинг        |                                            |                                           | ЧДСК 1987                                                   |
| 1988                                           | Ульрик Шмидт        | Лене Бидструп     | Хенрик Якобсен     | Лиллиан Фрёлинг        |                                            |                                           | ЧДСК 1988                                                   |

(скипы выделены полужирным шрифтом)